# 厚街镇
厚街镇，是中国广东省东莞市下辖的一个镇，厚街镇的工业以家具业为主，2018年国内生产总值达418.98亿元。厚街镇面积125.70平方公里，下辖24个社区居委会。鎮人民政府駐莞太路厚街段279號。

## 地理
厚街位于珠江三角洲东岸，穗港经济走廊中段，北边与南城街道相连，南边与虎门港相连，东边与大岭山镇相连，西南边与沙田镇相连，西北边与道滘镇、洪梅镇隔河相连。广深高速公路、S256省道及穗深城际轨道及建設中的环莞快速路、东莞市域轨道交通2号线、番莞高速等纵贯全境。

## 历史
北宋時，宋徽宗宣和中期（公元1119—1125年），福建莆田王泰宦游至此定居，因在选址“军铺”（随军眷属圩场）后面，因此称为“後街”，后因子孙富裕，更名为“厚街”。
明代，东莞县以乡统都，设立四乡十三都，厚街镇各村隶属第八都和第十都。清乾隆十九年（1754年），东莞县设五属，厚街镇各村均归缺口司属管辖。民国元年（1912年），废都立区，全镇各村曾隶属东莞县第八区。民国29年（1940年）第八区改称第五区，民国35年（1946年）复称第八区。
新中国成立初期，厚街镇各村隶属东莞县六区，1953年厚街改属十二区，共14个乡。1955年9月，十二区改称厚街区，共14个乡。1957年，厚街区分设厚街大乡、仙桥大乡、环冈大乡，下辖24个小乡。1958年9月，成立厚街人民公社，下辖56个大队。1961年6月，厚街人民公社分为厚街、仙桥、沙田人民公社，石鼓、白马、袁屋边、榕龙4个大队划归篁村人民公社管辖，新沙、大洲、阁西3个大队划归沙田人民公社管辖。1963年3月，厚街人民公社与仙桥人民公社合并成厚街人民公社，下辖22个大队，1个居民委员会。1983年9月，厚街人民公社改为厚街区。1984年5月，区内设镇，厚街区管辖1镇22乡，共116个自然村。1987年4月，厚街区改为厚街镇，原乡镇改为管理区，全镇共有23个管理区，管理区下设村，共有102个村。1999年6月26日，23个管理区改为22个村和1个社区，原来的村改为村民小组。2011年1月1日，22个村全部改为社区。2011年8月，成立湖景社区。

## 行政区划
厚街镇下辖24个社区：竹溪社区、厚街社区、珊美社区、寮厦社区、河田社区、汀山社区、环冈社区、三屯社区、宝屯社区、陈屋社区、赤岭社区、桥头社区、南五社区、溪头社区、沙塘社区、宝塘社区、下汴社区、白濠社区、新塘社区、双岗社区、涌口社区、大迳社区、新围社区和湖景社区。

## 人口
根據東莞市第七次全国人口普查公報顯示，截至2020年11月1日零時，厚街鎮常住人口為550807人。

## 参阅书目
- 《东莞市厚街镇志》编纂委员会. . 广东人民出版社. 2015.01.